# Садовая соня
Садо́вая со́ня (лат. Eliomys quercinus) — вид грызунов из семейства соневых. Маленькое, похожее на белку животное.

## Описание
Садовая соня, как правило, имеет длину тела от 11 до 16 см, хвоста — от 9 до 14 см; масса от 60 до 140 г. Морда заострённая. Уши относительно большие, без кисточек. Глаза крупные. По окраске несколько напоминает лесную соню, но шерсть короткая, сверху серая или коричневая, снизу белая, чёрная полоса идёт от глаза к уху и немножко дальше его (а не заканчивается прямо на ухе, как у лесной сони), на конце пушистого хвоста белая кисточка. Садовая соня имеет трёхцветный хвост, тогда как у лесной сони он одноцветный.
Садовая соня «выскакивает» из своего хвостика, если хищник схватит за него. Пушистая шкурка слезает с хвоста, и соня убегает с голым хвостиком, но живая.

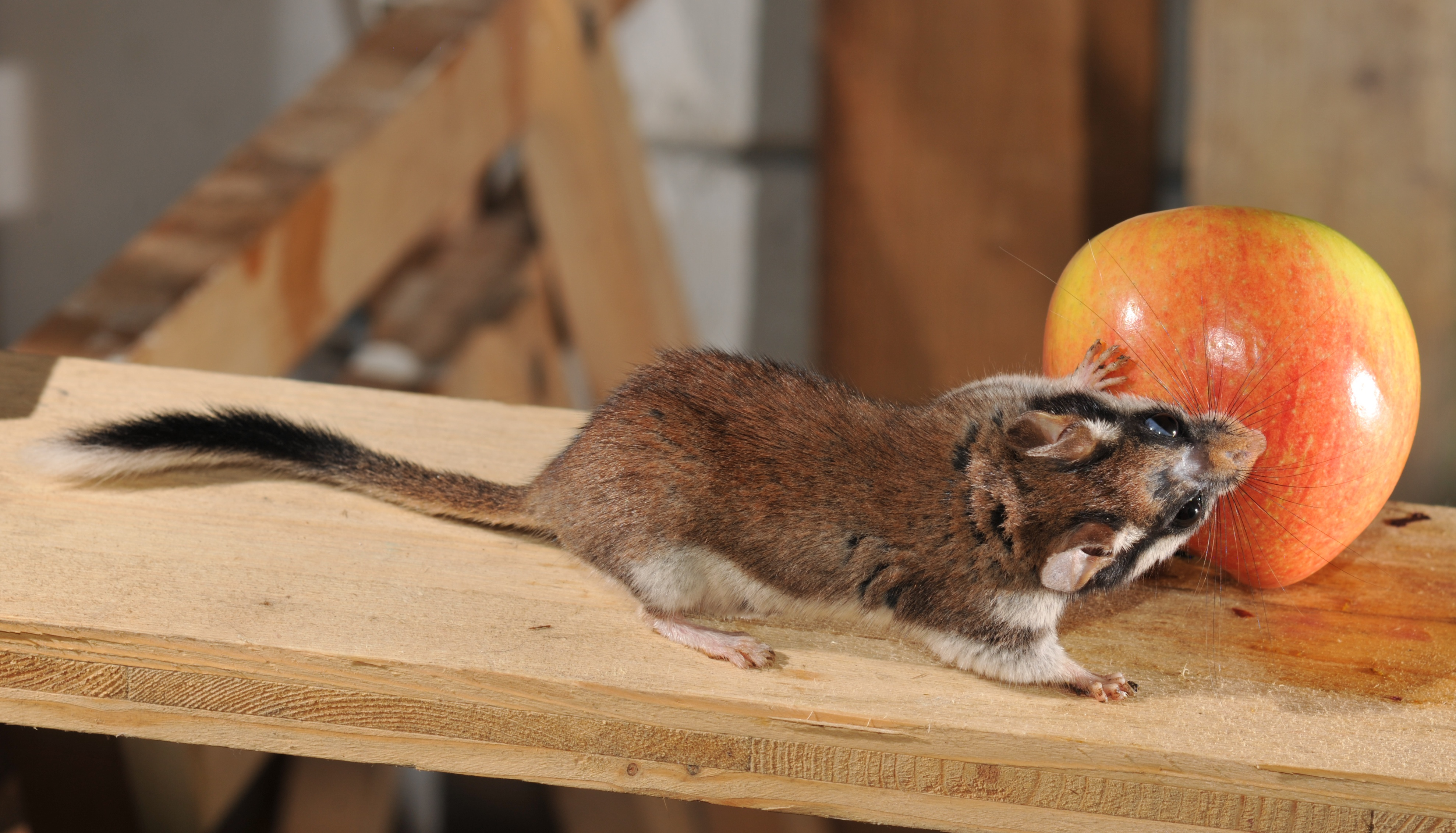
Общий вид сони сверху
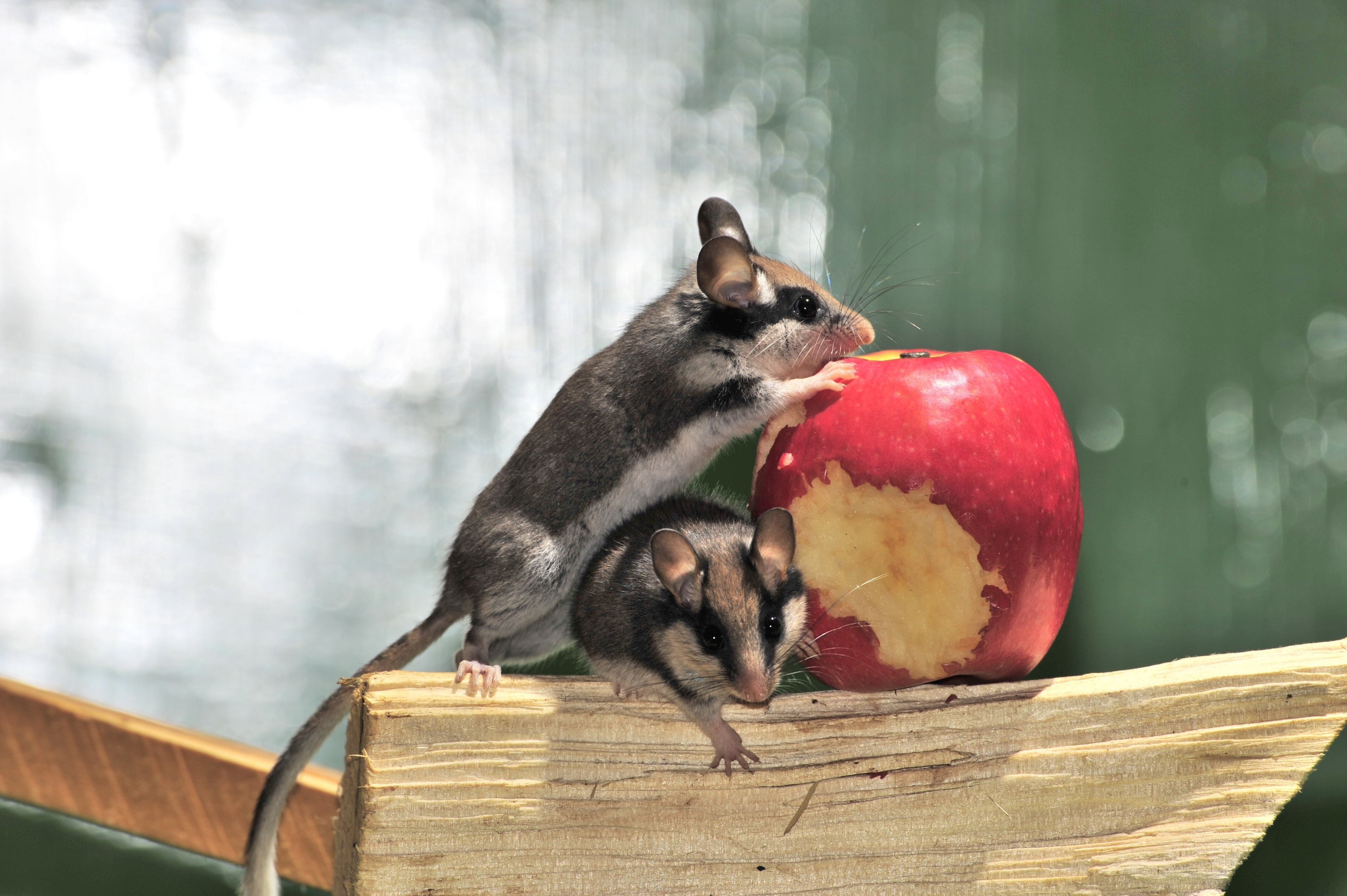
вид сбоку

## Ареал и места обитания
Водится в лиственных лесах и старых садах большей части Западной Европы, численность везде очень низкая.

## Образ жизни
Активны в сумерках и ночью, кормятся на деревьях, реже на земле.
На зиму впадают в спячку, на юге она короткая, с небольшими перерывами.

## Размножение
Гнездо шаровидное, располагается в дуплах или ветвях деревьев. Иногда поселяются в постройках человека.
Размножаются с мая по октябрь, беременность 22—28 дней, от 2 до 7 (чаще 3—5) слепых и голых детёнышей, прозревающих на 21-й день. На юге ареала бывает по 2 помёта в год.

## Питание
Две трети всего рациона садовой сони составляет плотоядная пища: жуки, личинки ос, шмелей, диких пчел, ночные бабочки, саранча.
Предпочитает различные фрукты, жёлуди, ягоды или орехи.
Может полакомиться яйцами из гнезда или выпавшими птенцами. Были случаи, когда зверек нападал на небольшого размера птиц и грызунов.